# René Wellek
René Wellek (Vienna, 22 agosto 1903 – Hamden, 11 novembre 1995) è stato un critico letterario austriaco naturalizzato statunitense.

## Biografia
René Wellek è nato e cresciuto a Vienna, in una famiglia ceca. Primogenito di tre figli, era fratello di Albert Wellek (1904 – 1972), studioso di psicologia della musica e diplomato al conservatorio di Praga. La madre, Gabriele von Zelewsky (1881 – 1950), era d'origine nobile prussiana, ma nata a Roma.
Da bambino si appassiona al greco e al latino, ma quando il padre (Bronislav Wellek, 1872 – 1959), durante una malattia, gli legge Il Circolo Pickwick di Dickens in inglese, decide di dedicarsi alla letteratura inglese, che studia all'Università Carolina, dove ha come insegnanti Vilém Mathesius, Otokar Fischer e Václav Tille. Si laurea quindi con una tesi su Thomas Carlyle. Il suo approccio, però, è fin da principio vicino alla letteratura comparata, diventando a breve come Erich Auerbach uno di quegli eruditi d'origine centro-europea la cui dedizione e il cui studio della letteratura e della critica resta esemplare.
Partecipa al Circolo linguistico di Praga, si specializza all'Università di Princeton, e insegna tedesco allo Smith College di Northampton (Massachusetts), per poi andare a insegnare dal 1935 alla "School of Slavonic and East European Studies", poi parte dell'University College di Londra. Nel 1932 sposa Olga Brodská, insegnante di scuola elementare (da lei avrà il figlio Ivan).
Nel 1939 si trasferisce negli Stati Uniti, dove prende cittadinanza dal 1946. Insegna dapprima all'University of Iowa, quindi alla Yale University, dove poi diventa rettore della facoltà di "letteratura comparata" e, in qualche modo, fondatore  pioniere riconosciuto della disciplina negli USA.
Con Austin Warren pubblica nel 1949 un libro fondamentale di questi studi (Theory of Literature) che è uno dei primi a sistemare e promuovere la teoria della letteratura con metodo scientifico. La sua memoria prodigiosa e la costante erudizione lo mettono tra i primi posti della critica letteraria del secolo, con ben 12 lauree honoris causa dal 1958 al 1975. Inoltre, nel 1951 fu premiato con il Guggenheim Fellowship.
All'inizio degli anni sessanta, difende il New Criticism dagli attacchi delle teorie influenzate dallo strutturalismo e dalla nascente semiotica letteraria, passando in qualche modo per conservatore. Wellek ha piuttosto voluto mettere l'accento sull'aspetto interpretativo della critica, invitando alla prudenza chi usava gli strumenti critici in modo troppo logico-pratico ed empirico, senza rivolgersi prima alla tradizione ermeneutica e stilistica.
Nel 1967, dopo la morte della prima moglie, sposa Nonna Dolodarenko Shaw, professoressa di letteratura russa all'University of Pittsburgh. Nel 1976 si ritira e va in pensione, ma non smette di studiare e scrivere saggi. È anche invitato a tenere conferenze e partecipare a convegni e, per esempio, nel 1983 diviene presidente onorario dell'"International Dostoevsky Society".
L'opera finale, i cui due ultimi volumi detta dalla casa di cura dove una lunga malattia lo costringe, è la monumentale A History of Modern Criticism: 1750–1950 (pubblicata dal 1955 al 1992):
- The Later Eighteenth Century
- The Romantica Age
- The Age of Transition
- The Later Nineteenth Century
- English Criticism 1900-1950
- American Criticism 1900-1950
- German, Russian, and Eastern European Criticism 1900-1950
- French, Italian, and Spanish criticism 1900-1950

Wellek è stato anche Presidente della "American Comparative Literature Association" e della sua corrispondente internazionale (Associazione Internazionale di Letteratura Comparata), oltre che fondatore e curatore della Norton Anthology of World Masterpeices. È morto a 92 anni.

## Teoria della letteratura
Il libro più noto di Wellek, scritto con Austin Warren nel 1949 e tradotto in tutto il mondo, sostiene che non ci sono fatti neutri in letteratura. L'opera letteraria è un sistema stratificato di norme (concetto mutuato da Roman Ingarden) che interagiscono con la cultura, ma che possono anche essere studiate di per sé. In questo senso, è divenuta popolare la distinzione tra l'approccio "estrinseco" (che valuta l'opera letteraria in base ad altre discipline, soprattutto sociologia e psicologia) e quello "intrinseco" (che mette a fuoco gli aspetti formali interni alla costruzione estetica dell'opera). Tale distinzione porta a considerare l'opera come "documento" o come "monumento" (il primo essendo una collezione di fatti validi storicamente e il secondo una serie di valori estetici indipendenti). Qui ha sede il motivo per cui il New Criticism, nonostante gli autori ne prendessero distanza, ha adottato il testo come uno dei propri riferimenti chiave. Allen Tate ha scritto che la Teoria della letteratura di Wellek e Warren ha mosso verso civiltà l'insegnamento della teoria letteraria più di ogni altra opera del nostro tempo.

## Opere
- Immanuel Kant in England: 1793-1838 (1931)
- The Rise of English Literary History (1941)
- Theory of Literature (1949, con Austin Warren), trad. Pier Luigi Contessi, Teoria della letteratura, Il Mulino, Bologna 1956; n. ed. a cura di Luciano Bottoni, ivi, 1981. ISBN 8815066969
- A History of Modern Criticism: 1750–1950 (8 volumi, 1955–92), trad. Agostino Lombardo, Ferruccio Gambino, Rosa Maria Colombo e Giovanni Luciani, Storia della critica moderna, Il Mulino, Bologna 1958-69; n. ed. 1974-96 ISBN 8815027270 ISBN 8815027289 ISBN 8815027297 ISBN 8815027300 ISBN 8815027319 ISBN 8815030069 ISBN 8815047158 ISBN 8815052429
- Dostoevsky: a collection of critical essays (a cura di, 1962)
- Essays on Czech Literature (1963)
- Confrontations: Studies in the Intellectual and Literary Relations between Germany, England, and the United States during the Nineteenth Century (1965)
- Concepts of Criticism (1965), trad. Concetti di critica, con prefazione dell'autore all'edizione italiana, Massimiliano Boni, Bologna 1972
- The Literary Theory and Aesthetics of the Prague School (1969)
- Discriminations: Further Concepts of Criticism (1970), trad. Marcella Morelli, Discriminazioni: nuovi concetti di critica, Massimiliano Boni, Bologna, 1980
- Four Critics: Croce, Valéry, Lukács, and Ingarden (1981)
- The Attack on Literature and other essays (1982)